# Leonardo Cilaurren Uriarte
Leonardo Cilaurren Uriarte (5 de novembre de 1912 - 9 de desembre de 1969) fou un futbolista basc dels anys 30.

## Trajectòria esportiva
Començà la seva carrera a l'Arenas Club de Getxo, tot i que on més anys passà fou a l'Athletic Club, on guanyà dues lligues (1934, 1936) i dues copes (1932, 1933). Acabada la Guerra Civil marxà a Amèrica on fitxà pel River Plate (19 partits 3 gols) i més tard pel CA Peñarol de Montevideo i pel Real Club España de Mèxic. En aquest darrer club guanyà la lliga el 1943-44, la copa el 1944-45 i dues supercopes els anys 1944 i 1945.
Cilaurren fou 14 cops internacional amb Espanya entre 1931 i 1935. Participà en la Copa del Món de Futbol de 1934.